# Roberto I de Artois
Roberto I de Artois «El Bueno» (1216-El Mansurá, Egipto; 1250); conde de Artois. Era el tercer hijo de Luis VIII de Francia y Blanca de Castilla. Nieto por línea paterna de Felipe II de Francia e Isabel de Hainaut y por línea materna de Alfonso VIII de Castilla y Leonor de Inglaterra. Hermano de los reyes Luis IX de Francia y Carlos I de Nápoles.
Recibió Artois en forma de infantazgo como herencia de su padre, que falleció en el 1226, tras lo que se mantuvo en una regencia hasta el 1237 cuando cumplió los veintiún años. Durante los enfrentamientos entre el emperador germánico, Federico II, y el papa Gregorio IX, el último ofreció a Roberto la corona imperial, algo que Roberto rechazó.

## Matrimonio y descendencia
El 14 de junio de 1237 se casó en Compiègne con Matilde de Brabante, hija de Enrique II, duque de Brabante y de María de Suabia. Tuvieron dos hijos:
- Blanca de Artois (1248-1302), casada en 1269 con Enrique I de Navarra y en 1276, con Edmundo de Inglaterra, conde de Láncaster.

- Roberto II de Artois (1250-1302), conde de Artois.

## Muerte
Murió en Egipto durante la Séptima Cruzada, organizada por su hermano Luis IX de Francia, mientras realizaban un ataque temerario a El Mansurá. Tras cruzar un río el joven conde atacó junto a un grupo de caballeros templarios una avanzada mameluca, en la cual mataron al comandante Fakhr-ad-Din Yusuf y razón por la cual el grupo, ahora con soldados a pie ingleses, se sintieron tan envalentonados como para lanzar un ataque directo a la ciudad, en la cual se vieron arrinconados en las estrechas calles. Según Jean de Joinville, Roberto se atrincheró en una casa y consiguió resistir durante un tiempo hasta que finalmente fue asesinado.

Al ser el último de los distintos hijos del rey francés Luís VIII y al haber obtenido un feudo propio, Roberto tomó un escudo heráldico propio como solían hacer los hijos segundones al formar una rama cadete.

## Heráldica
Al no ser el hijo primogénito el conde desarrolló su propio escudo heráldico con las flores de lis doradas sobre campo azul de Francia al que sobrepuso una banda de gules con tres colgantes sobre los cuales hay tres castillos dorados en cada uno, por su madre Blanca de Castilla. Más adelante el escudo se vincularía al feudo, siendo usado por sus descendientes.